# 泣くなセン!燃える男 〜星野仙一物語
『泣くなセン!燃える男 〜星野仙一物語』（なくなセン!もえるおとこ・ほしのせんいちものがたり）は、1988年12月31日（大晦日）の21:00 - 23:24（JST）に、TBSとAVECの制作でTBSをキーステーションにJNN25局ネットで放送されたスペシャルドラマ。

## 概要
1988年の監督就任2年目の星野仙一率いる中日ドラゴンズのリーグ優勝を記念して製作された作品で、星野の生誕から明治大学進学までを描いている。同作では東幹久が青年期の仙一を演じたが、これが東にとってのドラマデビュー作となった。
『年末時代劇スペシャル』と『NHK紅白歌合戦』の裏番組として放送。
2003年には、星野率いる阪神タイガースのリーグ優勝を記念して、毎日放送（MBS）にて深夜に再放送された。
DVDでは2005年9月25日にGPミュージアムソフトにて発売された。

## キャスト
実話に基づいたフィクションのため、星野一家以外は全て架空の姓名となっている。
- 星野仙一 - 鈴木慎悟 → 高橋守 → 東幹久
- 星野美和子（仙一の長姉） - 荻野目慶子
- 星野須恵子（仙一の次姉[2]） - 八木さおり
- 渡辺篤史
- 田辺（野球コーチ） - 古尾谷雅人
- 野口五郎
- 山口良一
- 五十嵐めぐみ
- 小坂一也
- アパッチけん（現・中本賢）
- 平泉成
- 田島令子
- 大林丈史（方言指導も担当）
- 南渕一輝
- 神田利則
- 芳賀絵己子
- 川村一代
- 中野文悟
- 島田果枝
- 加賀谷純一
- 松美さかえ（現・ふくまつみ）
- 井上裕美子
- 川田美香
- 黒沢大輔
- 田村美幸
- 関根信行
- 市川さき
- 渡部篤（現・渡部篤郎）
- 大友麻帆
- 速水昌治
- 大越史歩
- 樋口雅樹
- 荒牧幸郎
- 楠直之
- 松田正信
- 小牧正幸
- 高橋利安
- 駒崎涼太郎
- 早瀬裕一
- 西村豊史
- 奥田竜寿
- 滝沢幸代
- 村山暁
- 柳瀬亮輔
- 渡辺美華
- 安達貴郎
- 伊藤純一
- 大沢洋平
- 和泉匡俊
- 長谷川直仁
- エリック・サマーズ
- デビット・ストムスキー
- シルケ・ヨルク
- ピーター・ホルジョー
- ヨーネル・バー
- ギャラリー・ルース
- フランコ・ラスコム
- 早川プロ
- TBS緑山塾
- 東京宝映テレビ
- 劇団日本児童
- 劇団いろは
- 劇団ひまわり
- セントラル子供タレント
- 東映演技研修所（現・東映アカデミー）
- 東京児童劇団
- 劇団若草
- 劇団東俳
- 若プロダクション
- あすなろプロ
- 富田（倉敷商業高校の監督） - 勝野洋
- 星野敏子（仙一の母親） - 大谷直子
- 西川きよし
- ナレーション - 森光子

## スタッフ
- スーパーバイザー - 田淵幸一[3]
- 脚本 - 畑嶺明
- 演出 - 赤羽博（AVEC）
- プロデューサー - 阿部祐三（AVEC）、片島謙二（TBS）
- 音楽 - 宇崎竜童
- 撮影協力 - 星野仙一岡山後援会、星野仙一松阪後援会[4]、甲府市立西中学校、日本航空高等学校（応援団リーダー部、応援団吹奏楽部、野球部）、横浜中央リトル・シニアリーグ、中新田ペアーズ、ニコン、横須賀サンポート、倉敷市
- 技術協力 - 東通
- 美術協力 - アックス、東宝舞台、東京美工、京阪商会、ユミ・ビュアクス、アサヒ植木装飾、マエヤマ、コマデン
- スタジオ - 緑山スタジオ・シティ
- 制作 - アベクカンパニー
- 製作 - TBS